# Ma-Xu Weibang
Ma-Xu Weibang, né en 1905 dans le Zhejiang et mort d'un accident de circulation à Hong Kong en 1961) est un réalisateur actif en Chine continentale puis réfugié à Hong Kong à la fin de la guerre civile.

## Filmographie partielle
- 1937 : Le Chant de minuit